# Deltaspis auromarginata
Deltaspis auromarginata là một loài bọ cánh cứng trong họ Cerambycidae.